# Geilshausen
Geilshausen ist einer von sechs Ortsteilen der Gemeinde Rabenau im mittelhessischen Landkreis Gießen.

## Ortsgeschichte

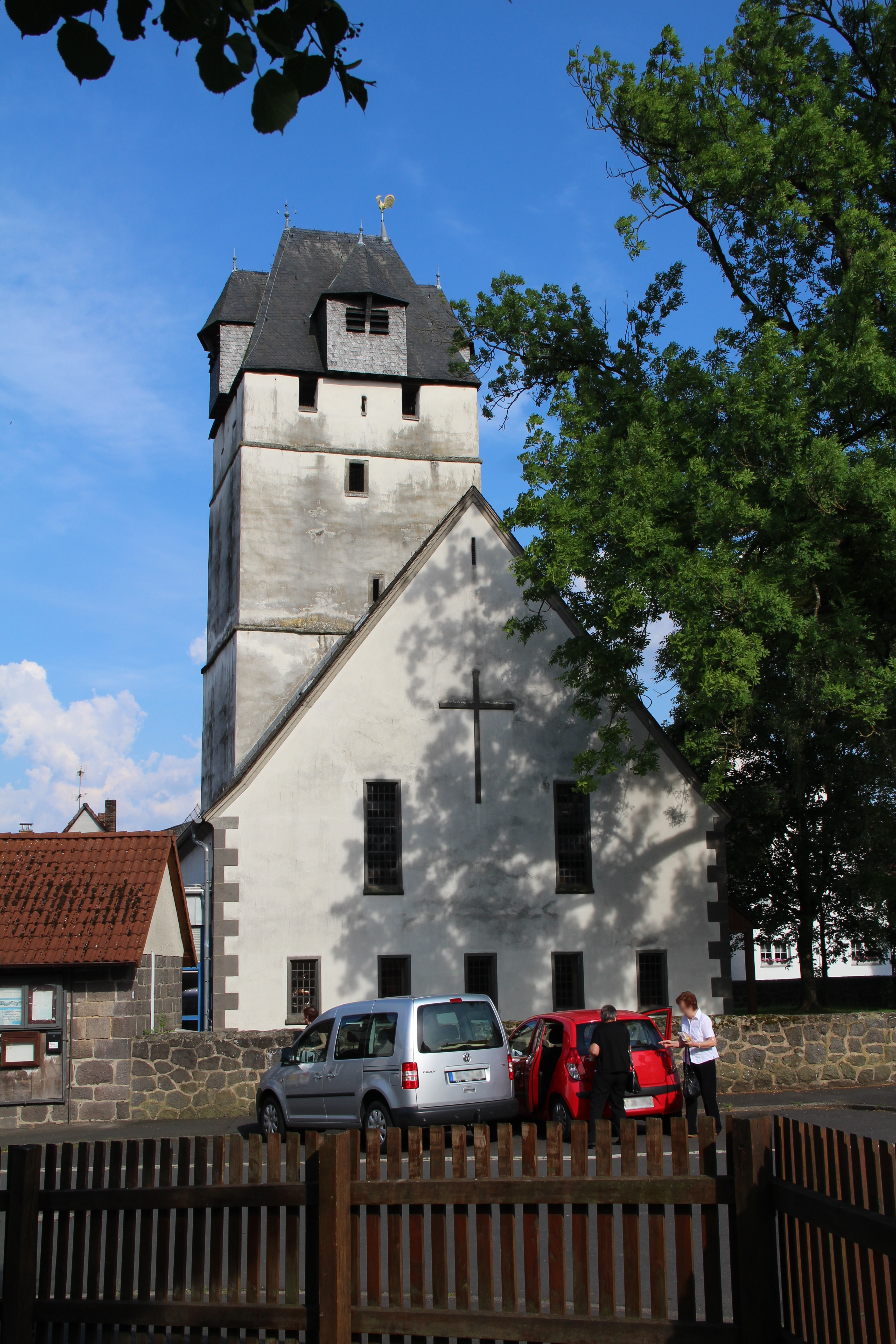
Kirche

### Mittelalter
Die älteste bekannte schriftliche Erwähnung des Orts erfolgte vor 1282/1283 in einem Kopiar, das zwischen 1290 und 1306 angelegt wurde: „... decimam in Gauwoldeshusenn“ (den Zehnten in Geilshausen) und: „... in  Gawaldeshusen“ in einem Eppsteinischen Lehnsverzeichnis.
Dabei handelt es sich um das Lehen des Ritters Hermann Kalb, welches vorher im Besitz der Schenck zu Schweinsberg und nachfolgend der Herren von Nordeck zur Rabenau war.
Ein weiteres Kopiar beinhaltet einen Eintrag aus der Zeit um 1300, der Mainzer Besitzungen auflistet: „... Sedes in Londorff: item Gewelshusen ...“. (Sitze in Londorf, außerdem in Geilshausen.) Das Kopiar selbst wurde zu Beginn des 15. Jahrhunderts angelegt. 
Im Jahre 1304 verkauften die Grünberger Bürger Sigelo und Sehild dem Kloster Caldern einen Zins zum Martinstag, der von ihren beiden Höfen fällig wurde. Das Kloster Caldern besaß 1359 den sogenannten „Erweyssackisgud“ (Erbsensackgut), welches zu Landsiedelrecht verpachtet war.
Eine Urkunde von 1311 nennt den Ortsadligen „Henricus de Gowilshusen“.
Der Ortsname Geilshausen ist von dem Rufnamen „Gawiwald“ abgeleitet wurde. Eine Verkürzung führte dem heutigen Namen.

### Neuzeit
Die Statistisch-topographisch-historische Beschreibung des Großherzogthums Hessen berichtet 1830 über Geilshausen:

„Geilshausen (L. Bez. Grünberg) evangel. Filialdorf; liegt 1 1⁄2 St. von Grünberg an der Lumda, und gehört der Freiherrl. Familie von Nordeck zur Rabenau. Man findet 86 Häuser, 443 Einw., die außer Kath. und 4 Juden evangelisch sind, ferner 1 Kirche und 1 Schulhaus. Die Einwohner, unter welchen 45 Bauern und 11 Handwerker sind, treiben zum Theil Leineweberei und Handel mit Blutigeln und irdenem Geschirr. – Geilshausen, das früher unter dem Namen Gawelsshusen vorkommt, gehörte im 15. Jahrhundert zur Londorfer Mark. Im Jahr 1822 hat die Freiherrl. Familie von Nordeck zur Rabenau einen Theil der Patrimonialgerichtsbarkeit an den Staat abgetreten.“

Die bis dahin selbständige Gemeinde Geilshausen wurde zum 31. Dezember 1971 im Zuge der Gebietsreform in Hessen auf freiwilliger Basis in die Gemeinde Rabenau eingegliedert. Für den Ortsteil Geilshausen wurde ein Ortsbezirk eingerichtet.

### Verwaltungsgeschichte im Überblick
Die folgende Liste zeigt die Staaten und Verwaltungseinheiten, denen Geilshausen angehört(e):
| Staatszugehörigkeit      | Land oder Verwaltungseinheit                         | Dauer der Zugehörigkeit |
| ------------------------ | ---------------------------------------------------- | ----------------------- |
| Heiliges Römisches Reich | Landgrafschaft Hessen-Marburg                        | 1567–1604               |
| Heiliges Römisches Reich | Landgrafschaft Hessen-Darmstadt                      | 1604–1806               |
| Großherzogtum Hessen     | Fürstentum Oberhessen                                | 1806–1815               |
| Großherzogtum Hessen     | Provinz Oberhessen                                   | 1815–1870               |
| Deutsches Reich          | Provinz Oberhessen                                   | 1871–1918               |
| Deutsches Reich          | Volksstaat Hessen, Landkreis Gießen                  | 1918–1945               |
| Deutschland, US-Zone     | Hessen, Regierungsbezirk Darmstadt, Landkreis Gießen | 1945–1949               |
| Deutschland              | Hessen, Regierungsbezirk Darmstadt, Landkreis Gießen | 1949–1976               |
| Deutschland              | Hessen Regierungsbezirk Darmstadt, Lahn-Dill-Kreis   | 1977–1978               |
| Deutschland              | Hessen Regierungsbezirk Darmstadt, Landkreis Gießen  | 1979–1980               |
| Deutschland              | Hessen Regierungsbezirk Gießen, Landkreis Gießen     | seit 1973               |

### Gerichtszugehörigkeit seit 1803
In der Landgrafschaft Hessen-Darmstadt wurde mit Ausführungsverordnung vom 9. Dezember 1803 das Gerichtswesen neu organisiert. Für das Fürstentum Oberhessen (ab 1815 Provinz Oberhessen) wurde das „Hofgericht Gießen“ eingerichtet. Es war für normale bürgerliche Streitsachen Gericht der zweiten Instanz, für standesherrliche Familienrechtssachen und Kriminalfälle die erste Instanz. Übergeordnet war das Oberappellationsgericht Darmstadt. Die Rechtsprechung der ersten Instanz wurde durch die Ämter bzw. Standesherren vorgenommen und somit war für Geilshausen das „Patrimonialgericht der Freiherren Nordeck zur Rabenau“ in Londorf zuständig. Nach der Gründung des Großherzogtums Hessen 1806 wurden die Aufgaben der ersten Instanz 1821 im Rahmen der Trennung von Rechtsprechung und Verwaltung auf die neu geschaffenen Land- bzw. Stadtgerichte übertragen. 1822 traten die Freiherren Nordeck zur Rabenau ihre Rechte am Patrimonialgericht Londorf an das Großherzogtum Hessen ab. „Landgericht Grünberg“ war daher von 1822 bis 1879 die Bezeichnung für das erstinstanzliche Gericht, das für Geilshausen zuständig war.
Anlässlich der Einführung des Gerichtsverfassungsgesetzes mit Wirkung vom 1. Oktober 1879, infolge derer die bisherigen großherzoglichen Landgerichte durch Amtsgerichte an gleicher Stelle ersetzt wurden, während die neu geschaffenen Landgerichte nun als Obergerichte fungierten, kam es zur Umbenennung in „Amtsgericht Grünberg“ und Zuteilung zum Bezirk des Landgerichts Gießen.
Vom 1. Januar 1977 bis zum 1. August 1979 trug das Gericht den Namen „Amtsgericht Lahn-Gießen“, der mit der Auflösung der Stadt Lahn wieder in „Amtsgericht Gießen“ umbenannt wurde.

## Bevölkerung

### Einwohnerstruktur 2011
Nach den Erhebungen des Zensus 2011 lebten am Stichtag, dem 9. Mai 2011, in Geilshausen 756 Einwohner. Darunter waren 12 (1,6 %) Ausländer. Nach dem Lebensalter waren 108 Einwohner unter 18 Jahren, 315 zwischen 18 und 49, 174 zwischen 50 und 64 und 159 Einwohner waren älter. Die Einwohner lebten in 303 Haushalten. Davon waren 75 Singlehaushalte, 90 Paare ohne Kinder und 117 Paare mit Kindern, sowie 18 Alleinerziehende und 3 Wohngemeinschaften. In 57 Haushalten lebten ausschließlich Senioren/-innen und in 192 Haushaltungen lebten keine Senioren/-innen.

### Einwohnerentwicklung
| • 1577: | 048 Hausgesesse                                                                   |
| • 1669: | 088 Seelen                                                                        |
| • 1742: | 001 Geistlicher/Beamter, 52 Untertanen, 15 Junge Mannschaften, 21 Beisassen/Juden |
| • 1800: | 363 Einwohner                                                                     |
| • 1804: | 372 Einwohner                                                                     |
| • 1806: | 387 Einwohner, 69 Häuser                                                          |
| • 1829: | 443 Einwohner, 86 Häuser                                                          |
| • 1867: | 406 Einwohner, 83 Häuser                                                          |

| Geilshausen: Einwohnerzahlen von 1800 bis 2015 | Geilshausen: Einwohnerzahlen von 1800 bis 2015 | Geilshausen: Einwohnerzahlen von 1800 bis 2015 | Geilshausen: Einwohnerzahlen von 1800 bis 2015 | Geilshausen: Einwohnerzahlen von 1800 bis 2015 |
| --- | ---------------------------------------------- | ---------------------------------------------- | ---------------------------------------------- | ---------------------------------------------- |
| Jahr |                                                |                                                |                                                | Einwohner                                      |
| 1800 | 1800                                           |                                                | 363                                            | 363                                            |
| 1806 | 1806                                           |                                                | 387                                            | 387                                            |
| 1829 | 1829                                           |                                                | 443                                            | 443                                            |
| 1834 | 1834                                           |                                                | 428                                            | 428                                            |
| 1840 | 1840                                           |                                                | 491                                            | 491                                            |
| 1846 | 1846                                           |                                                | 526                                            | 526                                            |
| 1852 | 1852                                           |                                                | 529                                            | 529                                            |
| 1858 | 1858                                           |                                                | 518                                            | 518                                            |
| 1864 | 1864                                           |                                                | 521                                            | 521                                            |
| 1871 | 1871                                           |                                                | 461                                            | 461                                            |
| 1875 | 1875                                           |                                                | 465                                            | 465                                            |
| 1885 | 1885                                           |                                                | 476                                            | 476                                            |
| 1895 | 1895                                           |                                                | 509                                            | 509                                            |
| 1905 | 1905                                           |                                                | 468                                            | 468                                            |
| 1910 | 1910                                           |                                                | 493                                            | 493                                            |
| 1925 | 1925                                           |                                                | 513                                            | 513                                            |
| 1939 | 1939                                           |                                                | 543                                            | 543                                            |
| 1946 | 1946                                           |                                                | 857                                            | 857                                            |
| 1950 | 1950                                           |                                                | 828                                            | 828                                            |
| 1956 | 1956                                           |                                                | 709                                            | 709                                            |
| 1961 | 1961                                           |                                                | 700                                            | 700                                            |
| 1967 | 1967                                           |                                                | 725                                            | 725                                            |
| 1980 | 1980                                           |                                                | ?                                              | ?                                              |
| 1990 | 1990                                           |                                                | ?                                              | ?                                              |
| 2000 | 2000                                           |                                                | ?                                              | ?                                              |
| 2005 | 2005                                           |                                                | 802                                            | 802                                            |
| 2010 | 2010                                           |                                                | 805                                            | 805                                            |
| 2011 | 2011                                           |                                                | 756                                            | 756                                            |
| 2015 | 2015                                           |                                                | 821                                            | 821                                            |
| Datenquelle: Historisches Gemeindeverzeichnis für Hessen: Die Bevölkerung der Gemeinden 1834 bis 1967. Wiesbaden: Hessisches Statistisches Landesamt, 1968. Weitere Quellen: LAGISGemeinde Rabenau; Zensus 2011 |                                                |                                                |                                                |                                                |

### Historische Religionszugehörigkeit
| • 1830: | 438 evangelische (= 98,9 %), ein römisch-katholischer (= 0,2 %), 4 jüdische (= 0,9 %) Einwohner |
| • 1961: | 617 evangelische (= 88,1 %), 76 römisch-katholische (= 10,8 %) Einwohner                        |

### Historische Erwerbstätigkeit
| • 1961: | Erwerbspersonen: 153 Land- und Forstwirtschaft, 144 Prod. Gewerbe, 38 Handel, Verkehr und Nachrichtenübermittlung, 23 Dienstleistungen und Sonstiges. |

## Politik
Für Geilshausen besteht ein Ortsbezirk (Gebiete der ehemaligen Gemeinde Geilshausen) mit Ortsbeirat und Ortsvorsteher nach der Hessischen Gemeindeordnung.
Der Ortsbeirat besteht aus fünf Mitgliedern. Bei den Kommunalwahlen in Hessen 2021 betrug die Wahlbeteiligung zum Ortsbeirat 62,48 %. Dabei wurden gewählt: je ein Mitglied der CDU und SPD sowie drei Mitglieder der Liste „Bürger für Ragenau“. Der Ortsbeirat wählte Markus Titz (BfRab) zum Ortsvorsteher.

## Dorfkirche
Die Evangelische Kirche Geilshausen hat einen gotischen Chorturm aus dem 15. Jahrhundert, der wehrhaften Charakter hat. Der 21 Meter hohe Kirchturm auf quadratischem Grundriss erhält sein ungewöhnliches Äußeres durch vier Pechnasen. In den 1950er Jahren wurde westlich ein Langhaus mit Satteldach angebaut.